# Adalberto II de La Marche
Adalberto II de La Marche, Aldebert in francese (... – 1088), fu Conte de La Marche dal 1047 alla sua morte.

## Origine
Secondo il Chronicon sancti Maxentii Pictavensis, Chroniques des Eglises d'Anjou Adalberto era figlio primogenito del Conte de La Marche, Bernardo I e della moglie, Amelia de Rasés (? - † 1053); secondo altre fonti la madre di Almodis potrebbe essere anche Amelia di Montignac (ca. 989 -† ca. 1072) oppure Amelia d'Aulnay (ca. 990 -† ca. 1072), mentre altri la mettono in relazione con Ermengarda di Corson, viscontessa di Comborn (deducendolo dal documento n°97 del Cartulaire de l'abbaye d'Uzerche (Corrèze). Il nome della madre, ripreso da un documento del 1053 ("Almodis comitissa, filia que es Amelie comitisse") è citato dallo storico José Enrique Ruiz Domenec nel suo libro Quan els vescomtes de Barcelona eren (Barcelona, 2006), quando cita la figlia, Almodis, contessa di Barcellona, che riceve il giuramento di fedeltà dal vescovo di Barcellona, Guislaberto.
Ancora secondo il Chronicon sancti Maxentii Pictavensis, Chroniques des Eglises d'Anjou Bernardo I de La Marche era figlio primogenito (ed unico) del Conte di Périgord e Conte de La Marche, Adalberto I e della moglie, Almodia o Adalmoda, come ci riferisce la Cronaca di Ademaro di Chabannes.
Sua sorella, Almodis († 16 ottobre 1071, assassinata), fu prima, signora di Lusignano (come moglie di Ugo V detto il Pio), poi, contessa consorte di Tolosa  (come moglie di  Ponzio) ed infine contessa consorte di Barcellona (come moglie di Raimondo Berengario I detto el Vell, "il Vecchio").

## Biografia
L'anno esatto della morte di suo padre, Bernardo I, è sconosciuto; si ritiene nel 1047, anno in cui, per la prima volta, nel documento n° IV delle Chartes et documents pour servir à l'histoire de l'abbaye de Charroux, Adalberto viene citato come Conte di La Marche (Audeberti comitis de Marca).
Sempre in quel periodo, in un secondo documento, il n° 110 delle Chartes de l'abbaye de Nouaillé de 678 à 1200, viene definito conte (Aldeberti comitis).
Verso il 1062, Adalberto controfirmò (Aldeberti comitis) il documento n° V degli Archives historiques du Poitou. T. 1, inerente ad una donazione del conte di Poitiers e duca d'Aquitania, Guido Goffredo, al monastero di San Nicola.
Col documento n° XCVI del Bulletin de la Société archéologique et historique du Limousin, verso l'anno 1081, Adalberto (Hildebertus comes) assieme al fratello, Oddone (Odo frater eiusdem Hildeberti), acquisiscono dei terreni presso Limoges.
La morte di Adalberto (Audebertus comes de Marchia) viene riportata dal Chronicon sancti Maxentii Pictavensis, Chroniques des Eglises d'Anjou, nel 1088 (MLXXXVIII) e gli succedette il figlio primogenito, Bosone (Boso filius eius) (Bosone III)

## Matrimonio e discendenza
Adalberto aveva sposato Ponzia(† circa 1080), di cui non si conoscono gli ascendenti, dalla quale ebbe sei figli: 
- Bosone[10](† 1091), Conte de La Marche[10]
- un figlio († prima del 1092[12])
- un figlio († prima del 1092[12])
- Almodis[13] († circa 1116), Contessa de La Marche[13]
- una figlia (filiam comitis Hildeberti de Alvernis), che fu promessa sposa a Simone di Crépy, Conte del Vexin[14]
- Amelia († dopo il 1140), che sposò il conte Giordano di Chabannes[15].

### Fonti primarie
- (LA) Chronicon sancti Maxentii Pictavensis, Chroniques des Eglises d'Anjou..
- (LA) Chartes de l'abbaye de Nouaillé de 678 à 1200..
- (LA) Chronique / Ademar de Chabannes..
- (LA) Historia Pontificum et Comitum Engolismensium..
- (LA) Chartes et documents pour servir à l'histoire de l'abbaye de Charroux..
- (LA) Cartulaire de l'abbaye d'Uzerche (Corrèze)..
- (LA) Ruiz-Domenèc, J. E. (2006) Quan els vescomtes de Barcelona eren (Barcelona) (PDF) (archiviato dall'url originale il 20 dicembre 2014)..
- (LA) Bulletin de la Société archéologique et historique du Limousin..
- (LA) Archives historiques du Poitou. T. 1..
- (LA) Monumenta Germaniae Historica, Scriptores, tomus XXIII. URL consultato il 1º marzo 2020 (archiviato dall'url originale il 29 maggio 2014).

### Letteratura storiografica
- (FR) Alfred Richard, Les comtes de Poitou, tome I,..